# سرباز (سیستان و بلوچستان)
سَرباز  مرکز شهرستان سرباز در استان سیستان و بلوچستان ایران است. سرباز یکی از قدیمی ترین مناطق سیستان و بلوچستان با تنوع آب وهوایی درمنطقه باعث شده میوه های متنوع مانند خرما ،خربزه درختی، موز،کنار، انبه ،چیکو، گوواوا و انواع مرکبات از قبیل لیمو، پرتقال، نارنگی وغیره کاشت شود. به دلیل سرسبز بودن این شهرستان و وجود دره و رودخانه پرآب به طول۳۱۳کیلومتر، زیستگاه  انواع ماهیها و تمساح پوزه کوتاه ایرانی است.

## جمعیت
جمعیت این شهرستان براساس سرشماری عمومی نفوس و مسکن (۱۳۹۵) حدودا ۱۴۸۰۰۰ نفر می باشد که از این تعداد ۸۹ درصد جمعیت در روستاها و فقط ۱۱ درصد آن در شهرها زندگی میکنند که در نوع خود بی نظیر هست

## تنوع محصولات
تنوع محصولات کشاورزی در سرباز به دلیل وجود رودخانه فصلی سرباز زیاد است. چیکو، پاپایا، زیتون، لیمو ترش و خرما از جمله محصولات کشاورزی این منطقه سرسبز است که باعث شده بومیان سرباز را هندوستان کوچک بنامند.